# James Dwight
James Dwight (14. juli 1852 i Paris, Frankrig – 13. juli 1917) var en amerikansk tennisspiller.
Han bliver til tider omtalt som "the Founding Father of American Tennis". James Dwight vandt den første registrerede tennisturnering i USA (og måske i hele verden, inden det første Wimbledon-mesterskab) spillet i august 1876 på hans onkel William Appletons ejendom i Nahant, Massachusetts.
Efter at have dimitteret fra Harvard University i 1874 rejste han i Europa og så den nye sport, tennis, blive spillet, og bragte det nødvendige udstyr med hjem. Han overtalte så sin onkel til at optegne en bane på sin flade græsplæne i forhaven, så han kunne spille en kamp med sin fætter, Fred Sears.
Det første forsøg var imidlertid skuffende. Dwight skrev senere, at "... we voted the whole thing a fraud and put it away." En måneds tid senere forsøgte de igen som tidsfordriv på en regnfuld dag. Denne gang virkede tennis meget mere interessant, selvom de spillede med gummistøvler og regntøj på. Turneringen i 1876 var en affære for nabolaget: "it was played on handicap on a round robin basis. There were two players on scratch, James Dwight and Fred D Sears Jr., each of whom played against 11 other players until a final between them. Rackets scoring was used ... Dwight beat Sears 12–15 15–7 15–13." På det tidspunkt havde Dwight og Sears lært spillet til adskillige andre, herunder en anden fætter, Richard Sears, som efterfølgende vandt de første syv nationale singlemesterskaber.
Dwight var en af stifterne af US National Lawn Tennis Association i 1881, og han fungerede som forbundets formand i 21 år. Han vandt aldrig det amerikanske singlemesterskab, men han nåede finalen i 1883, hvor han tabte til Richard Sears, som han vandt fem amerikanske mesterskabstitler i herredouble sammen med i 1882-84 og 1886-87. James Dwight deltog i Wimbledon-mesterskaberne i 1884 og 1885, hvor han i 1885 nåede semifinalen.